# ساسامون
بلدية ساسامون (بالإسبانية: Sasamón)‏, هي إحدى بلديات مقاطعة برغش, التي تقع في منطقة قشتالة وليون, والتي تقع في شمال غرب إسبانيا.
يبلغ عدد سكانها 1.464 نسمة وفقاً لإحصائية سنة (2002).